# Tomasz Mokwa
Tomasz Mokwa (ur. 10 lutego 1993 w Słupsku) – polski piłkarz grający na pozycji obrońcy w Piaście Gliwice.